# Serie Mundial de Rugby 7 2018-19
La Serie Mundial Masculina de Rugby 7 2018-19 fue la 20.ª temporada del circuito de selecciones nacionales masculinas de rugby 7. El ganador de la pasada temporada fue Sudáfrica.

## Equipos
15 equipos poseen estatus permanente:
| África - Sudáfrica - Kenia América - Argentina - Canadá - Estados Unidos Asia - Japón | Europa - Inglaterra - Francia - Escocia - Gales - España Oceanía - Australia - Fiyi - Nueva Zelanda - Samoa |

Japón ganó el torneo clasificatorio de Hong Kong 2018 y obtuvo estatus permanente, mientras que Rusia descendió de categoría.

## Formato
Cada torneo se disputó en un fin de semana, a lo largo de dos o tres días. Participaron 16 equipos: los 15 de estatus permanente, conocidos como Core teams y un equipo invitado.
Se dividieron en cuatro grupos de cuatro equipos, cada grupo se resolvió con el sistema de todos contra todos a una sola ronda; la victoria otorgó 3 puntos, el empate 2 y la derrota 1 punto.
Los dos equipos con más puntos en cada grupo avanzaron a cuartos de final de la Copa. Los cuatro ganadores avanzaron a semifinales de la Copa, y los cuatro perdedores a semifinales por el 5º lugar.
Los dos equipos con menos puntos en cada grupo avanzaron a cuartos de final de la challenge trophy. Los cuatro ganadores avanzaron a semifinales de la challenge trophy, y los cuatro perdedores a semifinales por el 13º lugar.

## Calendario
La temporada 2018-19 comenzó en Dubái el 30 de noviembre, visitará diez ciudades en los cinco continentes, concluirá en París el 1 y 2 de junio.
| Torneo         | Estadio                      | Ciudad          | Fecha                            |
| -------------- | ---------------------------- | --------------- | -------------------------------- |
| Dubái          | The Sevens                   | Dubái           | 30 de noviembre y 1 de diciembre |
| Sudáfrica      | Estadio de Ciudad del Cabo   | Ciudad del Cabo | 8-9 de diciembre                 |
| Nueva Zelanda  | Waikato Stadium              | Hamilton        | 26-27 de enero                   |
| Australia      | Sydney Showground Stadium    | Sídney          | 2-3 de febrero                   |
| Estados Unidos | Estadio Sam Boyd             | Las Vegas       | 1-3 de marzo                     |
| Canadá         | Estadio BC Place             | Vancouver       | 9-10 de marzo                    |
| Hong Kong      | Estadio Hong Kong            | Hong Kong       | 5-7 de abril                     |
| Singapur       | Estadio Nacional de Singapur | Singapur        | 13-14 de abril                   |
| Londres        | Estadio de Twickenham        | Londres         | 25-26 de mayo                    |
| Francia        | Estadio Jean-Bouin           | París           | 1-2 de junio                     |

## Torneos
| Torneo                       | Campeón        |
| ---------------------------- | -------------- |
| Seven de Dubái 2018          | Nueva Zelanda  |
| Seven de Sudáfrica 2018      | Fiyi           |
| Seven de Nueva Zelanda 2019  | Fiyi           |
| Seven de Australia 2019      | Nueva Zelanda  |
| Seven de Estados Unidos 2019 | Estados Unidos |
| Seven de Canadá 2019         | Sudáfrica      |
| Seven de Hong Kong 2019      | Fiyi           |
| Seven de Singapur 2019       | Sudáfrica      |
| Seven de Londres 2019        | Fiyi           |
| Seven de Francia 2019        | Fiyi           |

## Resultados
| Copa             | Ganador       | Marcador | Perdedor       | Semifinalistas               |
| ---------------- | ------------- | -------- | -------------- | ---------------------------- |
| Copa             | Nueva Zelanda | 21-5     | Estados Unidos | 3º: Inglaterra 4º: Australia |
| 5º lugar         | Fiyi          | 24-19    | Sudáfrica      | Escocia Argentina            |
| Challenge trophy | Samoa         | 33-24    | Francia        | España Canadá                |
| 13º lugar        | Gales         | 31-7     | Japón          | Kenia Zimbabue               |

| Copa             | Ganador    | Marcador | Perdedor       | Semifinalistas                  |
| ---------------- | ---------- | -------- | -------------- | ------------------------------- |
| Copa             | Fiyi       | 29-15    | Estados Unidos | 3º: Sudáfrica 4º: Nueva Zelanda |
| 5º lugar         | Inglaterra | 14-7     | España         | Australia Escocia               |
| Challenge trophy | Argentina  | 38-14    | Samoa          | Canadá Francia                  |
| 13º lugar        | Kenia      | 33-26    | Gales          | Japón Zimbabue                  |

| Copa             | Ganador    | Marcador | Perdedor       | Semifinalistas                  |
| ---------------- | ---------- | -------- | -------------- | ------------------------------- |
| Copa             | Fiyi       | 38-0     | Estados Unidos | 3º: Nueva Zelanda 4º: Sudáfrica |
| 5º lugar         | Escocia    | 24-19    | Samoa          | Australia Canadá                |
| Challenge trophy | Inglaterra | 36-7     | Kenia          | Argentina España                |
| 13º lugar        | Tonga      | 33-10    | Francia        | Japón Gales                     |

| Copa             | Ganador       | Marcador | Perdedor       | Semifinalistas          |
| ---------------- | ------------- | -------- | -------------- | ----------------------- |
| Copa             | Nueva Zelanda | 21-5     | Estados Unidos | 3º: Inglaterra 4º: Fiyi |
| 5º lugar         | Sudáfrica     | 12-10    | Australia      | Francia España          |
| Challenge trophy | Argentina     | 10-7     | Japón          | Gales Canadá            |
| 13º lugar        | Samoa         | 25-5     | Tonga          | Kenia Escocia           |

| Copa             | Ganador        | Marcador | Perdedor | Semifinalistas                  |
| ---------------- | -------------- | -------- | -------- | ------------------------------- |
| Copa             | Estados Unidos | 27-0     | Samoa    | 3º: Nueva Zelanda 4º: Argentina |
| 5º lugar         | Inglaterra     | 19-15    | Fiyi     | Sudáfrica Australia             |
| Challenge trophy | Escocia        | 15-14    | España   | Kenia Chile                     |
| 13º lugar        | Canadá         | 21-12    | Gales    | Japón Francia                   |

| Copa             | Ganador       | Marcador | Perdedor   | Semifinalistas              |
| ---------------- | ------------- | -------- | ---------- | --------------------------- |
| Copa             | Sudáfrica     | 21-12    | Francia    | 3º: Fiyi 4º: Estados Unidos |
| 5º lugar         | Nueva Zelanda | 26-19    | Inglaterra | Argentina Samoa             |
| Challenge trophy | Australia     | 35-21    | Canadá     | Gales Escocia               |
| 13º lugar        | España        | 15-10    | Japón      | Kenia Chile                 |

| Copa             | Ganador   | Marcador | Perdedor      | Semifinalistas               |
| ---------------- | --------- | -------- | ------------- | ---------------------------- |
| Copa             | Fiyi      | 21-7     | Francia       | 3º: Estados Unidos 4º: Samoa |
| 5º lugar         | Argentina | 21-14    | Nueva Zelanda | Sudáfrica Inglaterra         |
| Challenge trophy | Escocia   | 26-24    | Japón         | Australia Kenia              |
| 13º lugar        | España    | 19-14    | Gales         | Canadá Portugal              |

| Copa             | Ganador   | Marcador | Perdedor      | Semifinalistas                    |
| ---------------- | --------- | -------- | ------------- | --------------------------------- |
| Copa             | Sudáfrica | 20-19    | Fiyi          | 3º: Inglaterra 4º: Estados Unidos |
| 5º lugar         | Samoa     | 19-17    | Nueva Zelanda | Australia Argentina               |
| Challenge trophy | Francia   | 22-19    | Escocia       | Canadá Gales                      |
| 13º lugar        | Kenia     | 21-5     | España        | Japón Hong Kong                   |

| Copa             | Ganador       | Marcador | Perdedor   | Semifinalistas                 |
| ---------------- | ------------- | -------- | ---------- | ------------------------------ |
| Copa             | Fiyi          | 43-7     | Australia  | 3º: Estados Unidos 4º: Francia |
| 5º lugar         | Nueva Zelanda | 35-14    | Irlanda    | Sudáfrica Canadá               |
| Challenge trophy | Samoa         | 26-17    | Escocia    | Argentina Gales                |
| 13º lugar        | Japón         | 29-14    | Inglaterra | España Kenia                   |

| Copa             | Ganador | Marcador | Perdedor      | Semifinalistas                   |
| ---------------- | ------- | -------- | ------------- | -------------------------------- |
| Copa             | Fiyi    | 35-24    | Nueva Zelanda | 3º: Sudáfrica 4º: Estados Unidos |
| 5º lugar         | Francia | 40-5     | Samoa         | Kenia Argentina                  |
| Challenge trophy | Canadá  | 28-12    | Irlanda       | Inglaterra Australia             |
| 13º lugar        | Escocia | 31-26    | Japón         | Gales España                     |

## Tabla de posiciones
Cada torneo otorgó puntos de campeonato, según la siguiente escala:
- Copa: 22 puntos al campeón, 19 puntos al subcampeón, 17 puntos al tercero, 15 puntos al cuarto.
- 5.º lugar: 13 puntos al campeón, 12 puntos al subcampeón, 10 puntos a los semifinalistas.
- Challenge trophy: 8 puntos al campeón, 7 puntos al subcampeón, 5 puntos a los semifinalistas.
- 13.er lugar: 3 puntos al campeón, 2 puntos al subcampeón, 1 puntos a los semifinalistas.

| Pos | País           | UAE | RSA | NZL | AUS | USA | CAN | HKG | SIN | ENG | FRA | Puntos |
| --- | -------------- | --- | --- | --- | --- | --- | --- | --- | --- | --- | --- | ------ |
| 1   | Fiyi           | 13  | 22  | 22  | 15  | 12  | 17  | 22  | 19  | 22  | 22  | 186    |
| 2   | Estados Unidos | 19  | 19  | 19  | 19  | 22  | 15  | 17  | 15  | 17  | 15  | 177    |
| 3   | Nueva Zelanda  | 22  | 15  | 17  | 22  | 17  | 13  | 12  | 12  | 13  | 19  | 162    |
| 4   | Sudáfrica      | 12  | 17  | 15  | 13  | 10  | 22  | 10  | 22  | 10  | 17  | 148    |
| 5   | Inglaterra     | 17  | 13  | 8   | 17  | 13  | 12  | 10  | 17  | 2   | 5   | 114    |
| 6   | Samoa          | 8   | 7   | 12  | 3   | 19  | 10  | 15  | 13  | 8   | 12  | 107    |
| 7   | Australia      | 15  | 10  | 10  | 12  | 10  | 8   | 5   | 10  | 19  | 5   | 104    |
| 8   | Francia        | 7   | 5   | 2   | 10  | 1   | 19  | 19  | 8   | 15  | 13  | 99     |
| 9   | Argentina      | 10  | 8   | 5   | 8   | 15  | 8   | 13  | 10  | 5   | 10  | 94     |
| 10  | Escocia        | 10  | 10  | 13  | 1   | 8   | 5   | 8   | 7   | 7   | 3   | 72     |
| 11  | Canadá         | 5   | 5   | 10  | 5   | 3   | 7   | 1   | 5   | 10  | 8   | 59     |
| 12  | España         | 5   | 12  | 5   | 10  | 7   | 3   | 3   | 2   | 1   | 1   | 49     |
| 13  | Kenia          | 1   | 3   | 7   | 1   | 5   | 1   | 5   | 3   | 1   | 10  | 37     |
| 14  | Gales          | 3   | 2   | 1   | 5   | 2   | 5   | 2   | 5   | 5   | 1   | 31     |
| 15  | Japón          | 2   | 1   | 1   | 7   | 1   | 2   | 7   | 1   | 3   | 2   | 27     |
| 16  | Irlanda        | -   | -   | -   | -   | -   | -   | -   | -   | 12  | 7   | 19     |
| 17  | Chile          | -   | -   | -   | -   | 5   | 1   | -   | -   | -   | -   | 6      |
| 18  | Tonga          | -   | -   | 3   | 2   | -   | -   | -   | -   | -   | -   | 5      |
| 19  | Zimbabue       | 1   | 1   | -   | -   | -   | -   | -   | -   | -   | -   | 2      |
| 20  | Portugal       | -   | -   | -   | -   | -   | -   | 1   | -   | -   | -   | 1      |
| 21  | Hong Kong      | -   | -   | -   | -   | -   | -   | -   | 1   | -   | -   | 1      |

Fuente: World Rugby 
|  | Los primeros cuatro equipos clasifican a los Juegos Olímpicos 2020 |
|  | Equipos invitados.                                                 |
|  | Equipo descendido.                                                 |

| Bandera de Fiyi |
| Campeón Fiyi    |
| Cuarto título   |